# Ревуненков, Владимир Георгиевич
Влади́мир Гео́ргиевич Ревуне́нков (13 сентября 1911, Санкт-Петербург — 10 октября 2004, там же) — советский и российский историк. Доктор исторических наук (1951), профессор.

## Биография
Родился в семье мелкого служащего. Окончил ФЗУ при заводе им. К. Маркса, работал модельщиком. В 1929 году по комсомольскому набору поступил в Ленинградский педагогический институт им. А. И. Герцена на общественно-экономический факультет. Среди его учителей: А. Е. Кудрявцев, Я. М. Захер, С. С. Горловский.
После окончания института преподавал марксизм-ленинизм в Томском горном институте. Окончил аспирантуру Ленинградского института истории, философии, литературы и лингвистики (ЛИФЛИ), где учился у Е. В. Тарле и П. П. Щёголева. Был завербован в осведомители НКВД, регулярно поставлял информацию об аспирантах, преподавателях и профессорах института, в том числе о своём научном руководителе С. С. Горловском. В 1937 году защитил кандидатскую диссертацию «Политический кризис 1862 г. в Пруссии»; официальные оппоненты Е. В. Тарле и А. И. Молок. На один год был призван в армию, служил под Новгородом в авиации стрелком-радистом.
В 1939 году В. Г. Ревуненков стал доцентом кафедры истории нового и новейшего времени исторического факультета ЛГУ, но в 1940 году его призвали на преподавательскую и политическую работу в Красную Армию. Он преподавал в Высшей военно-политической школе, которая находилась в Константиновском дворце в Стрельне, после начала войны служил в лекторской группе политуправления Тихоокеанского флота. В 1943—1947 годах — доцент кафедры международной политики военно-политической школы (академии), возобновившей работу в Москве. С 1947 года в Военно-педагогическом институте в Ленинграде.
В 1951 году защитил докторскую диссертацию («Польский вопрос и дипломатическая борьба в Европе в конце 50-х и начале 60-х годов XIX в.»).
В 1952 году В. Г. Ревуненков вернулся на кафедру истории нового и новейшего времени исторического факультета ЛГУ. С 1957 по 1990 год он заведовал кафедрой, с 1951 по 1959 год был деканом факультета.

## Научная деятельность
Основные направления научных интересов: новая история Германии, Польши, Франции, Латинской Америки, история международных отношений. Но главной темой исследований была история Франции в конце XVIII — начале XIX веков. В. Г. Ревуненков в своё время был автором единственной обобщающей работы по истории Великой французской революции. Некоторые положения его трудов вызывали дискуссии среди советских историков.
В. Г. Ревуненков был также членом авторского коллектива и редактором учебников по новой и новейшей истории.

## Семья
Был женат на археологе Ф. Д. Гуревич. Дочь Елена (род. 1939) — этнограф, зять — лингвист Л. Г. Герценберг (1934—2012).

## Память
В октябре 2005 года на историческом факультете СПбГУ прошла международная конференция по истории Великой французской революции, посвящённая памяти Ревуненкова.

## Научные труды
- Приход Бисмарка к власти : (Политическая борьба в Пруссии в 1859—1862 гг.) Ленинград : ЛГУ, 1941. 116 с.
- Польское восстание 1863 г. и европейская дипломатия. Ленинград : Изд-во Ленингр. ун-та, 1957. 358 с.
- История стран Латинской Америки в новейшее время. Москва : Высшая школа, 1963. 458 с.
- Марксизм и проблема якобинской диктатуры : (Историографический очерк). Ленинград : Изд-во Ленингр. ун-та, 1966. 176 с.
- Парижские санкюлоты эпохи Великой французской революции. Ленинград : Изд-во Ленингр. ун-та, 1971. 176 с.
- Парижская коммуна, 1792—1794. Ленинград : Изд-во Ленингр. ун-та, 1976. 255 с.
- Очерки по истории Великой французской революции. Падение монархии, 1789—1792. Ленинград : ЛГУ, 1982. 240 с.
- Очерки по истории Великой французской революции. Якобинская республика и её крушение. Ленинград : Изд-во ЛГУ, 1983. 287 с.
- Очерки по истории Великой французской революции, 1789—1799. 2-е изд., доп. Ленинград : Изд-во ЛГУ, 1989. 535, [1] с. ISBN 5-288-00150-2.
- Очерки по истории Великой Французской революции, 1789—1814. 3-е изд., доп. Санкт-Петербург : Изд-во СПбГУ, 1996. 514 с. ISBN 5-288-01584-8.
- Наполеон и революция, 1789—1815. Санкт-Петербург : Изд-во СПбГУ, 1999. 104, [3] с. ISBN 5-288-02284-4.
- Взлёт и падение Наполеона Бонапарта. Санкт-Петербург : Изд-во С.-Петерб. ун-та, 2001. 165, [2] с. ISBN 5-288-02935-0.
- История Французской революции. Санкт-Петербург : СЗАГС Образование-культура, 2003. 775 с. ISBN 5-89781-107-5.